# Peder Winstrup
Peder Pedersen Winstrup, född den 30 april 1605 i Köpenhamn, död den 28 december 1679 i Lund, var biskop i Lunds stift 1638–1679. Han adlades i Sverige 1658 och skrev sig därefter till Värpinge i Flackarps socken.

## Biografi
Peder Winstrup var son till Peder Jensen Vinstrup, biskop i Själlands stift (det vill säga Roskilde stift), och dennes andra hustru Anna Eisenberg som var dotter till en  prelat vid Roskilde domkyrka. Han var gift med den danska adelsdamen Dorothea von Andersen.
Efter att ha studerat vid tyska universitet under flera år utnämndes Winstrup 28 år gammal av Kristian IV till professor i filosofi vid Köpenhamns universitet. Kort därefter blev Winstrup hovpredikant och teol. doktor samt 1638, knappt 33 år gammal, biskop i Lunds stift. Han blev den förste biskopen i Lunds stift efter de superintendenter som funnits i stiftet efter att reformationen gjort att ärkebiskopsämbetet avskaffats och Lund upphört att vara centrum för den danska kyrkan. I en skrift utgiven 1644, "Den Danske Hornblæser", tolkade han figurerna på det i Gallehus 1639 funna guldhornet på ett originellt sätt. Figurerna förebådade strider mellan Danmark och Sverige: "Naar Suendsken siger Fred  /  i hiertet Krig hand meener."
Efter Skånes införlivning med Sverige (1658) adlades Winstrup och introducerades 1660 till Lundagård och Värpinge (nu Trolleberg). Winstrup var en myndig och maktlysten prelat, av naturen häftig och känslig för hot mot hans biskopliga värdighet. I rollen som de andliga intressenas främste företrädare i de sydligaste landskapen just under den svåra brytningstid då banden till Danmark skulle klippas, kom Winstrup att spela en viktig politisk roll. Sedan Halland skilts från hans biskopsdöme genom Brömsebrofreden 1645 och förenats med Sverige, lade Roskildefreden 1658 hela det övriga stiftet under svensk spira. Detta betraktade Winstrup som en naturlig restitution av tidigare förhållanden, och han försökte inte aktivt motverka denna övergång. 
Winstrup fick i uppdrag av Karl X Gustav att utarbeta en plan för upprättande av Lunds universitet. Universitetet invigdes 1668 med Winstrup som gick i spetsen för prästerskapet, Jörgen Krabbe i spetsen för adeln och den svenske generalguvernören med tolv livdrabanter sist i tåget. Under Karl XI:s förmyndarregering, blev Winstrup dock misstänkt för att vara dålig svensk. Just vid den tid, då det nya universitetet skulle upprättas, diskuterade man i regeringen att avsätta honom. Därför blev han också i strid med universitetsprivilegiernas regler förbigången vid utnämningen av universitetets förste prokansler. Denna hedersplats gavs i stället åt en tysk, doktor Bernhard Oelreich, vilken som kyrkoherde inom stiftet subordinerade under biskopen. Den nye prokansleren, som visste att han var gynnad på högsta ort, var hänsynslös mot Winstrup, som han till och med anklagade för högförräderi. På detta sätt uppstod en strid som fördes med stor personlig bitterhet.
Detta orsakade mycken split som hämmade universitetets utveckling under det första skedet. Stiftets prästerskap stod enhälligt på Winstrups sida. Han friades från anklagelsen för högförräderi och striden med Oelreich upphörde när denne blev superintendent i Bremen i Tyskland. Winstrup fick då prokanslersvärdigheten, som han under någorlunda lugna förhållanden, dock utan att kunna något djupare ingripa i universitetets liv eller försona partierna inom det akademiska konsistoriet, innehade till 1676, då skånska kriget avbröt universitetets verksamhet. När verksamheten återupptogs 1682 var Winstrup död sedan tre år.
Winstrups inflytande på prästerskapet i hans stift hade stor betydelse men kriget förorsakade kaos. En stor del av prästerskapet strök med i kriget - de förväntades att förmedla budskap från både de svenska och danska myndigheterna och blev sedan straffade för förräderi om motsatta sidan upptäckte det. Prästerna pressades också att spionera för båda sidor. Många av dem flydde eller hamnade i fångenskap. Även Winstrup råkade i stora svårigheter under kriget. Hans hälsa var svag och han hade lidit av tuberkulos sedan ungdomen. Den 4 oktober 1678 skrev hans hustru Dorothea till amtmannen i Landskrona, Knud Thott, och bad om hjälp för hon och maken var i ett eländigt tillstånd: "ulycken har rammit oss i denne krigsthid". De satt i dåvarande biskopshuset i Lundagård (nuvarande kungshuset) och visste inte vad de skulle göra: staden var helt förstörd och en stor del av den hade nyligen bränts upp (av danska trupper) och Dorotheas man var "kommen i stor suaghed". Deras fä och hästar hade beslagtagits av soldater, deras vagn likaså och hon bad Thott om att han skulle hjälpa dem att få något igen. Dorothea von Andersen var en bestämd dam som tidigare förorsakat sin man svårigheter genom att hon öppet kallat svenskar för "hundar" och inte tyckte att svenska skolbarn skulle få stipendium.

## Graven i domkyrkan

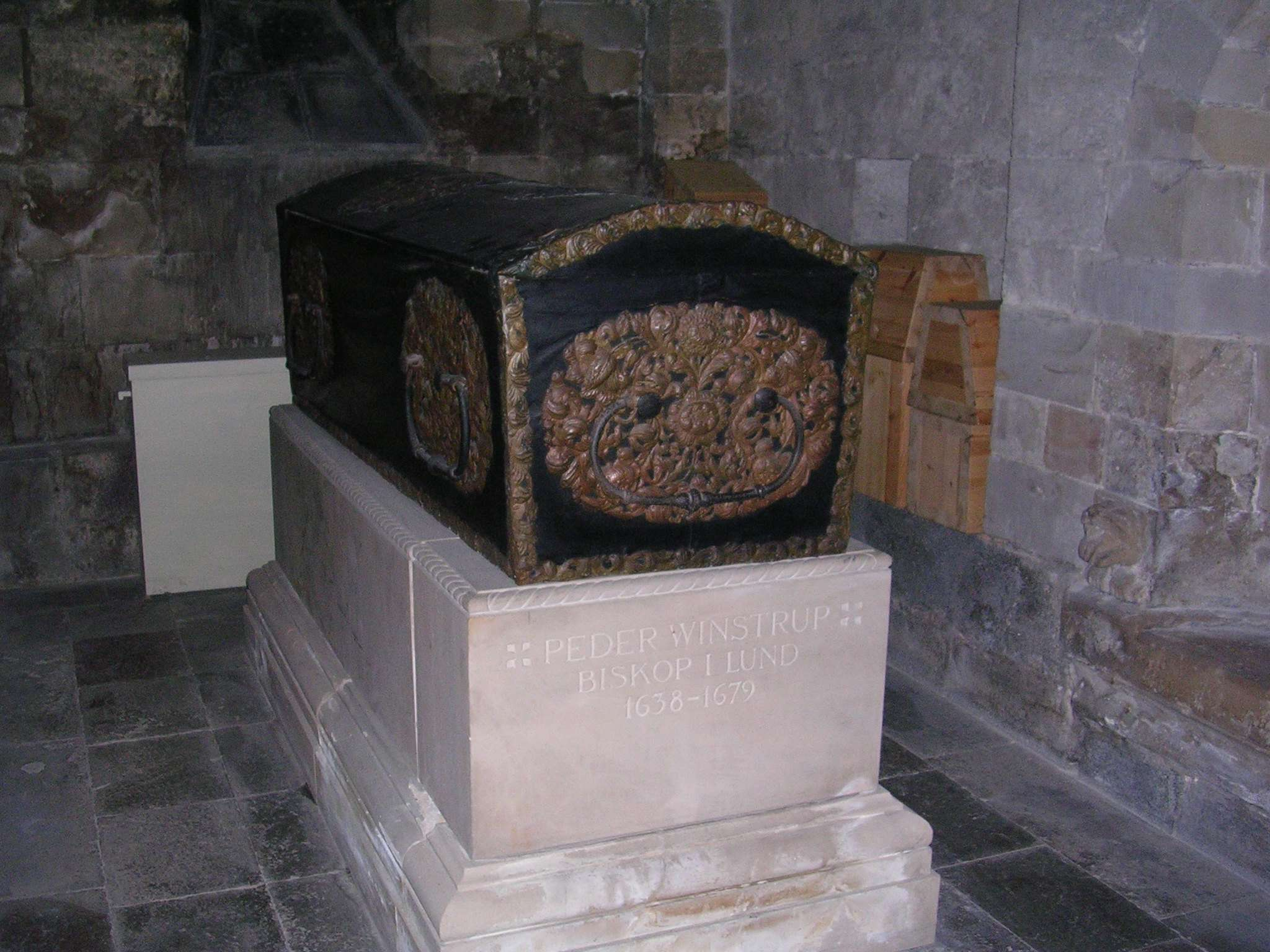
Peder Winstrups kista i Lunds domkyrkas krypta.

Peder Winstrup låg till 2014 mumifierad i en ekkista i Lunds domkyrka. Kistan stod till vänster om altaret i kryptan, i ett utrymme som domkyrkorådet år 2012 önskade använda för gudstjänster. Inte ens när Helgo Zettervall renoverade Domkyrkan i slutet av 1800-talet kom Winstrup i jorden till skillnad från flera andra viktiga personer i dåvarande kyrkans kistor. I november 2013 öppnades Winstrups kista för en vetenskaplig förundersökning och i september 2014 fördes kistan från kyrkan i syfte att den mumifierade kroppen skulle genomgå undersökningar ledda av Historiska museet i Lund fram till slutet av 2015, då kvarlevorna åter begravs i Lunds domkyrka den 11 december 2015. Det fanns även ett spädbarn begravt i kistan och det visade sig vid DNA prov vara Winstrups barnbarn. 

## Pågatåg
Den 11 april 2019 tillkännagav Skånetrafiken namn på nya pågatåg. Ett av namnen var Peder Winstrup.